# Rezoluția 755 a Consiliului de Securitate al ONU
Rezoluția 755 a Consiliului de Securitate al Organizației Națiunilor Unite, adoptată fără vot la 20 mai 1992, după examinarea cererii de aderare a Republicii Bosnia și Herțegovina și cercetarea raportului întocmit de Comitetul pentru admiterea de noi membri, a recomandat Adunării Generale admiterea Bosniei și Herțegovinei ca stat membru al Organizației Națiunilor Unite. Recomandarea a venit în contextul destrămarii Iugoslaviei.

## Efect
Adunarea Generală a admis Bosnia și Herțegovina ca stat membru al Organizației Națiunilor Unite la 22 mai 1992. Ședința Adunării Generale a fost prezidată de ambasadorul saudit Sinan Shihabi, în prezența secretarului general al ONU Boutros Boutros Ghali. Bosnia și Herțegovina a fost acceptată ca membru al ONU prin aclamația celor prezenți în Sala Mare. Odată cu Bosnia și Herțegovina, au fost admise ca membre cu drepturi depline ale ONU fostele state iugoslave Croația și Slovenia. Delegația bosniacă a fost condusă la această ședință de ministrul de externe Haris Silajdžić, care a mulțumit comunității mondiale în discursul său. Secretarul general al ONU, Boutros Boutros-Ghali, a condus apoi delegațiile celor trei țări nou admise la intrarea principală a clădirii Națiunilor Unite, unde au fost arborate drapelele lor, și a subliniat cu acel prilej că apartenența la ONU aduce drepturi, dar și obligații.